# Nguyên lý tương đương
Nguyên lý tương đương của Albert Einstein là một đề xuất để xây dựng thuyết tương đối rộng. Nguyên lý này khẳng định rằng những hiện tượng (cục bộ) của một trường hấp dẫn hoàn toàn giống với những hiện tượng của một gia tốc đồng đều.
Dưới đây là nguyên lý tương đương do Albert Einstein trình bày:
Những định luật vật lý, trong bất cứ một hệ quy chiếu nhỏ nào trong trạng thái rơi tự do, ở bất cứ đâu trong vũ trụ của chúng ta, nơi có mặt trọng lực, cần phải giống với những định luật vật lý của một hệ quy chiếu quán tính trong vũ trụ lý tưởng không có trọng lực.
Einstein đã gọi nguyên lý này là nguyên lý tương đương vì nó khẳng định rằng các hệ quy chiếu nhỏ tương đương với các hệ quy chiếu quán tính không có trọng lực. Mục đích của đề xuất là kết hợp lực hấp dẫn với lực quán tính. Với đề xuất này, Einstein đã tạo ra bước đi đầu để đi từ thuyết tương đối hẹp sang thuyết tương đối rộng.

## Lực quán tính và lực hấp dẫn
Một hệ quy chiếu quán tính là một hệ quy chiếu không có lực quán tính, các vật thể giữ nguyên trạng thái chuyển động nếu không bị tác động của các vật thể bên ngoài.
Trong khi đó với các hệ quy chiếu phi quán tính, các vật thể chuyển động tự do dưới một gia tốc từ chính hệ quy chiếu đó. Lực gây ra gia tốc được giả thiết là do bản thân hệ quy chiếu chứ không phải trực tiếp do vật chất gây ra. Ví dụ, khi đi trên xe đến chỗ ngoặt, chúng ta cảm thấy bị gia tốc, gia tốc đó sẽ được coi là do hệ quy chiếu - lúc này chính là chiếc xe gây ra. Tương tự như vậy các lực coriolis và lực ly tâm xuất hiện khi xem hệ quy chiếu dựa trên các vật thể quay như Trái Đất hoặc chiếc đu quay.
Trường lực quán tính được quan sát thấy là có ứng xử rất tương tự như trọng trường. Hơn nữa khối lượng quán tính luôn đo được đúng bằng khối lượng hấp dẫn. Đây là cơ sở để đồng nhất lực hấp dẫn với lực quán tính.
Lực hấp dẫn quan sát được từ bề mặt Trái Đất có thể coi là lực quán tính của hệ quy chiếu xác định từ vật chất tại bề mặt. Vật chất này không tự do mà bị cản trở bởi các vật chất khác nữa bên dưới lòng đất không cho nó rơi xuống, tương tự như gia tốc ta cảm thấy khi đi xe đến chỗ ngoặt.
Nếu cho phép vật rơi tự do trên bề mặt Trái Đất (tương tự như cho phép người ngồi trong xe được tự do văng ra khỏi xe), vật có thể coi là nằm trong một hệ quy chiếu quán tính rơi tự do cùng vật (tương tự như trong hệ quy chiếu quán tính đứng yên trên mặt đất sẽ thấy người văng khỏi xe đi theo đường thẳng).
Tuy nhiên một hệ quy chiếu rơi tự do cùng vật cần phải nhỏ (cục bộ) trong một thế giới luôn chuyển động trong các trường hấp dẫn không đều như thế giới của chúng ta. Ví dụ, trong một thang máy rất rộng rơi tự do trên bề mặt Trái Đất, những lực thủy triều gây ra bởi trường hấp dẫn không đều của Trái Đất sẽ được tính đến, khiến thang máy không là hệ quy chiếu quán tính.
Nói tóm lại, không có lực hấp dẫn trong hệ quy chiếu của sự rơi tự do ngoài lực hấp dẫn thủy triều (quan sát được trên không thời gian đủ lớn). Lực thủy triều chỉ có thể biến dạng vật thể chứ không gia tốc vật thể. Trên thực tế, các cố gắng để thu được sóng hấp dẫn chỉ phụ thuộc vào lực thủy triều.
Kết luận, trong nguyên lý tương đương, xét không thời gian nhỏ, các lực hấp dẫn không có điểm khác biệt so với các lực quán tính của bất kỳ hệ quy chiếu phi quán tính nào.

## Hệ quả
Dựa trên nguyên lý tương đương, lực quán tính, vốn là độ cong của không-thời gian, đã đồng nhất với trọng trường. Trọng trường vốn gây ra bởi sự có mặt của vật chất, do đó sự có mặt của vật chất cũng làm cong không thời gian.
Điều này dẫn đến kết luận lực hấp dẫn chỉ là hệ quả của độ cong hình học thuần túy, gây bởi sự có mặt của vật chất.
Tuy nhiên, nguyên lý tương đương không phải là nguyên lý quyết định duy nhất đến các phương trình trường về không gian cong mà còn được bổ sung bởi một hằng số được gọi là hằng số vũ trụ.

## Lịch sử
Trong quá trình nghiên cứu lý thuyết tương đối rộng, Einstein đã sử dụng một khái niệm đã biết từ thời Galileo là khối lượng hấp dẫn và khối lượng quán tính của vật thể. Ông dùng khái niệm này làm cơ sở cho nguyên lý tương đương để mô tả hiệu ứng hấp dẫn và gia tốc như là các mặt khác nhau của cùng một thực thể (ít nhất là khi xem xét trong không thời gian địa phương), và ông phát biểu vào năm 1907:
Do vậy, chúng ta cho rằng có một sự tương ứng hoàn toàn giữa trường hấp dẫn và gia tốc của một hệ quy chiếu. Giả thuyết này sẽ mở rộng lý thuyết tương đối hẹp tới chuyển động có gia tốc giữa các hệ quy chiếu quán tính.
Nói cách khác là ông đã phát biểu rằng, trong không thời gian địa phương, trường hấp dẫn đều và gia tốc đều là tương đương.
Ý nghĩa của nguyên lý tương đương được mở rộng cho rằng, các phép đo vật lý trong các hệ quy chiếu không gia tốc không bao giờ có thể xác định trạng thái chuyển động của nó. Điều này ngụ ý rằng không thể đo và do đó sẽ rất vô nghĩa khi thảo luận về sự thay đổi của các đại lượng như là khối lượng nghỉ, điện tích của các hạt cơ bản khi chúng ở các trạng thái chuyển động khác nhau. Cho nên, bất kỳ sai khác nào xuất hiện trong các phép đo đều là do sai số hoặc là minh chứng về sai lầm hoặc không hoàn thiện của lý thuyết tương đối rộng.
Einstein nhận thức rằng nguyên lý này có một hệ quả chủ yếu: giải thích bất cứ một định luật vật lý nào bởi những đo đạc tiến hành trong một hệ quy chiếu quán tính nhỏ. Như vậy, một khi đã giải thích lại những đo đạc tiến hành trong bất kì một hệ quy chiếu quán tính nhỏ nào khác, định luật vật lý này cần phải có cùng một dạng toán học và lôgic so với hệ quy chiếu ban đầu.